# Rallye de Grande-Bretagne 1975
Le Rallye de Grande-Bretagne 1975 (31st Lombard RAC Rally), disputé du 22 au 26 novembre 1975, est la trente-et-unième manche du championnat du monde des rallyes (WRC) courue depuis 1973 et la dixième et dernière manche du championnat du monde des rallyes 1975.

## Contexte avant la course

### Le championnat du monde

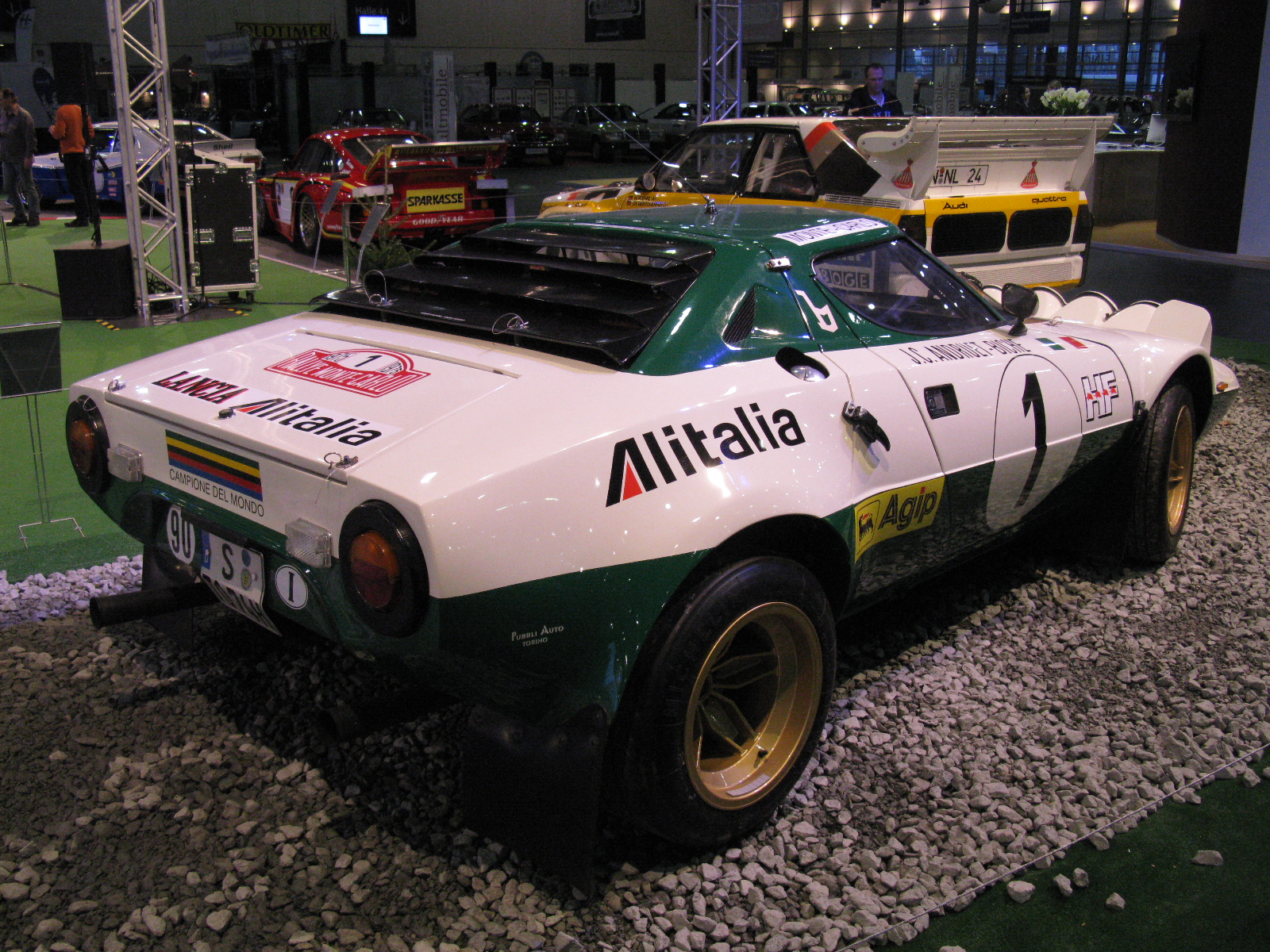
Avant la dernière épreuve, Lancia s'est déjà adjugé un nouveau titre mondial grâce à la Stratos.

Le championnat du monde des constructeurs, après annulation du rallye de Rideau Lakes initialement prévu en octobre, compte dix épreuves, le Rallye de Grande-Bretagne clôturant la saison. Les épreuves du championnat sont réservées aux voitures des catégories suivantes :
- Groupe 1 : voitures de tourisme de série
- Groupe 2 : voitures de tourisme spéciales
- Groupe 3 : voitures de grand tourisme de série
- Groupe 4 : voitures de grand tourisme spéciales

Vainqueur à quatre reprises cette saison, la Scuderia Lancia est déjà assurée du titre mondial. L'enjeu de cette dernière course est la seconde place du championnat, provisoirement occupée par Alpine, que visent les équipes Fiat et Opel.

### L'épreuve
Disputé depuis 1932, le RAC Rally (ainsi nommé car organisé par le Royal Automobile Club) fut tout d'abord une épreuve d'orientation et de maniabilité. Ce n'est qu'après guerre qu'il évolua en épreuve de vitesse ; il fut intégré au Championnat d'Europe des rallyes dès sa création en 1953. À partir de 1960, l'introduction d'épreuves spéciales disputées sur chemins privés ou dans des parcs accentua la difficulté de cette compétition, jusqu'alors épreuve de régularité. Une des particularités de ce rallye automnal est son parcours secret, dévoilé aux équipages au moment du départ, ne permettant pas les reconnaissances. À l'exception de la victoire du Britannique Roger Clark en 1972, le RAC est chasse gardée de pilotes nordiques depuis 1960. Les trois dernières éditions ont été dominées par les Ford Escort, avec Clark en 1972 et le Finlandais Timo Mäkinen en 1973 et 1974.

## Le parcours
- départ : 22 novembre 1975 de York
- arrivée : 26 novembre 1975 à York
- distance : 3 248 km comprenant 70 épreuves spéciales (72 épreuves initialement prévues)
- surface : terre
- Parcours divisé en trois étapes[2]

### Première étape
- York - York (Yorkshire), le 22 novembre, 13 épreuves spéciales (14 épreuves initialement prévues)

### Deuxième étape
- York - York (Angleterre et pays de Galles), du 23 au 24 novembre, 32 épreuves spéciales (33 épreuves initialement prévues)

### Troisième étape
- York - York (Angleterre et Écosse), du 25 au 26 novembre, 25 épreuves spéciales

## Les forces en présence
- Lancia

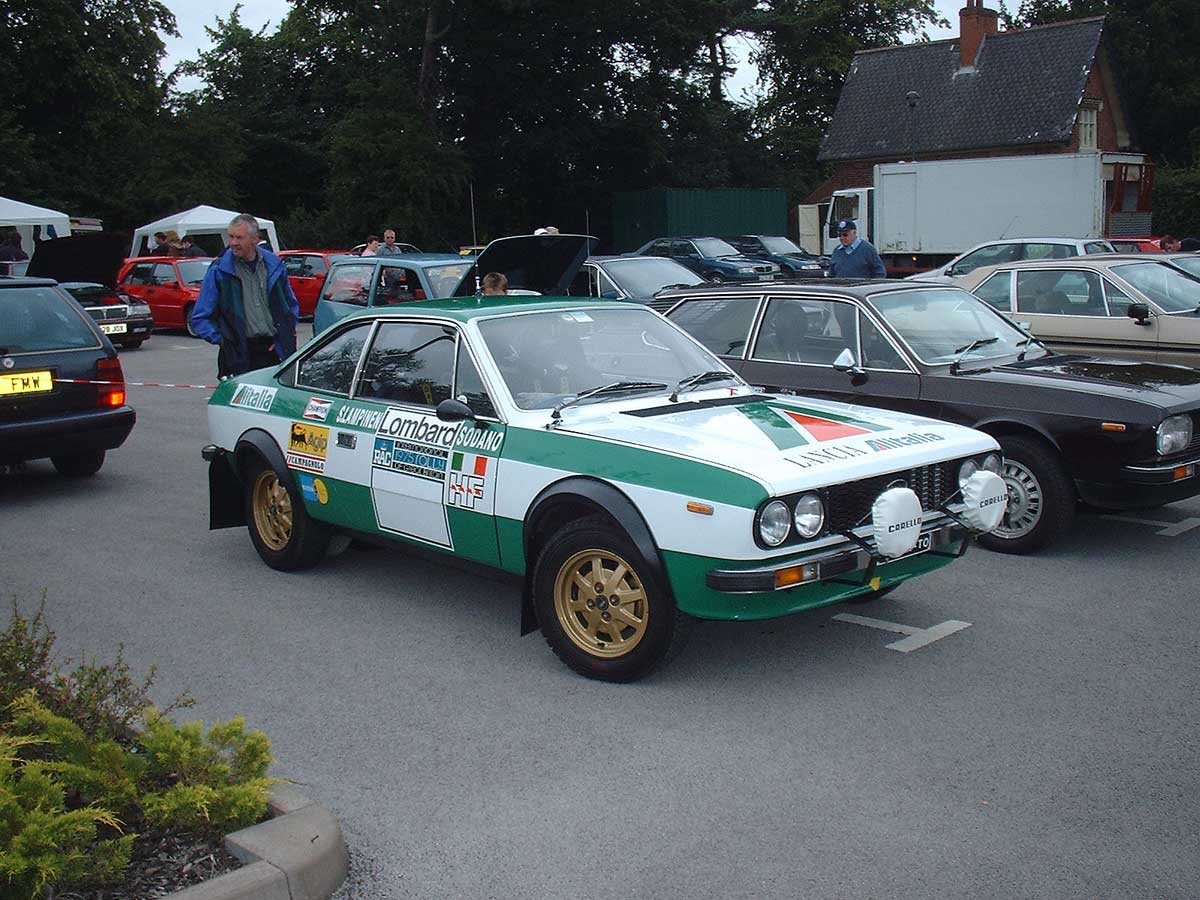
Un coupé Lancia Beta groupe 4 semblable à celui de Lampinen.

La Scuderia Lancia, déjà assurée du titre, avait un moment envisagé de déclarer forfait pour cette dernière épreuve mais a finalement engagé trois voitures avec l'aide financière de Lancia Angleterre : deux Stratos HF groupe 4, à moteur central arrière (V6 24 soupapes, 2400 cm3, 285 chevaux, 950 kg) pour Björn Waldegård et Sandro Munari et un coupé Beta groupe 4 (traction, moteur quatre cylindres de 1800 cm3, environ 180 chevaux) pour Simo Lampinen. On note également la présence du pilote suédois Per-Inge Walfridsson au volant d'une Stratos (version 12 soupapes, 240 chevaux) engagée par l'écurie Chequered Flag.
- Fiat

Le constructeur turinois a modifié son programme de développement déjà orienté sur la saison suivante et engage deux spiders 124 Abarth groupe 4 avec l'intention de conquérir la seconde place au championnat du monde, actuellement détenue par Alpine et également convoitée par Opel. Les deux 124 Abarth, confiées à Markku Alén et Maurizio Verini, sont équipées d'un quatre cylindres de 1840 cm3 (16 soupapes, injection) développant environ 200 chevaux pour un poids de l'ordre de 950 kg.
- Ford

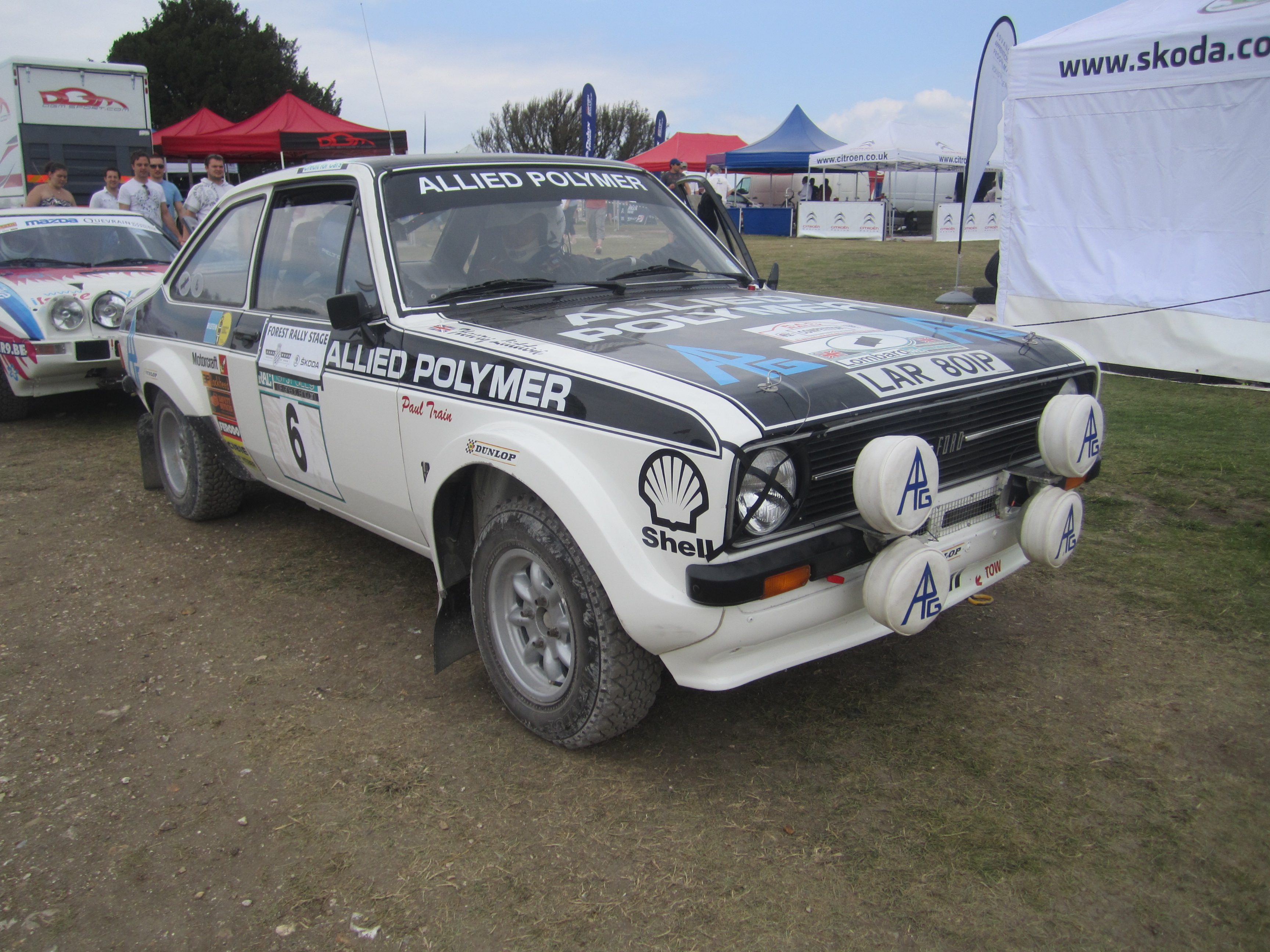
Forte de 230 chevaux, l'Escort RS1800 fait partie des favorites.

Vainqueur des trois dernières éditions, Ford a engagé trois Escort RS1800 groupe 2 (moteur quatre cylindres, deux litres, 230 chevaux) pour Timo Mäkinen, Roger Clark et Ari Vatanen. L'usine soutient également une équipe privée forte de trois voitures identiques, confiées à Billy Coleman, Russell Brookes et au champion d'Autocross John Taylor. On compte également un nombre important d'Escort RS1600 privées, dont celles d'Erik Aaby, Nigel Rockey, Tony Fowkes et Tony Drummond. Ford est de loin le constructeur le mieux représenté au RAC, avec pas moins de 80 équipages inscrits.
- Saab

Traditionnellement présent au RAC, Saab a engagé deux 96 V4 groupe 2 à moteur Ford V4 deux litres : une version à injection (175 chevaux) pour Stig Blomqvist et une version à carburateurs (170 chevaux) pour Per Eklund. Pesant environ une tonne, ces voitures se sont toujours montrées très efficaces sur les pistes britanniques et Blomqvist fait partie des favoris de la course.
- Opel

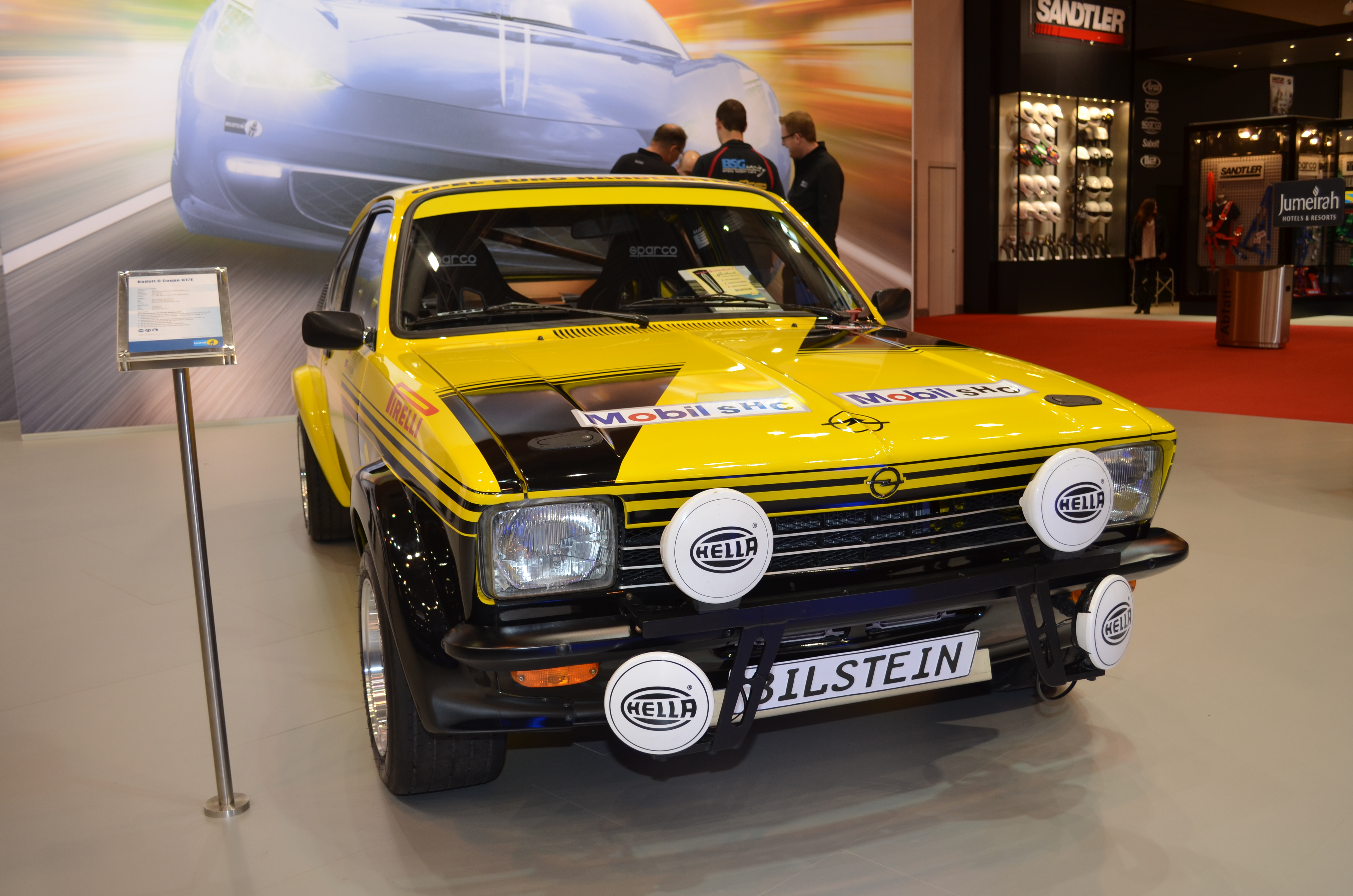
Une Opel Kadett GT/E aux couleurs de l'Euro Händler Team.

L'Euro Händler Team aligne quatre Kadett GT/E groupe 2 (moteur quatre cylindres deux litres, 16 soupapes). Les trois versions à injection (210 chevaux) sont confiées à Walter Röhrl, Rauno Aaltonen et Anders Kulläng, tandis que le Britannique Tony Pond dispose de la version à carburateurs (192 chevaux). GM suède engage de son côté deux Ascona groupe 2 (moteur deux litres préparé par Irmscher), une à culasse Crossflow (200 chevaux) pour Bror Danielsson, une à culasse traditionnelle (170 chevaux) pour Bengt Nilsson.
- Toyota

Le Team Toyota Europe a engagé deux coupés Celica groupe 2 (moteur deux litres, 16 soupapes, injection, 230 à 240 chevaux) pour Hannu Mikkola et Ove Andersson, ainsi que deux Corolla 1600 groupe 2 (1600 cm3, 16 soupapes, injection, 185 chevaux) pour Chris Slater et le pilote sud-africain Jannie Kuun.
- Datsun

L'importateur britannique du constructeur japonais a engagé deux coupés Violet 160J groupe 4 (190 chevaux, 1100 kg) pour Harry Källström et Andy Dawson.
- Vauxhall

Les concessionnaires de la marque britannique du groupe GM ont engagé deux coupés Magnum groupe 2 (2300 cm3, double arbre à cames en tête, 16 soupapes, 230 chevaux) pour Pentti Airikkala et Will Sparrow. Engagé à titre privé, George Hill dispose d'un modèle identique.

## Déroulement de la course

### Première étape
Les 236 concurrents prennent le départ d’York dans la matinée du samedi 22 novembre, à partir de 9 h, pour une boucle se déroulant dans le Yorkshire, l'étape se terminant à la tombée de la nuit. Les toutes premières spéciales permettent à Stig Blomqvist (Saab de prendre un léger avantage sur les Ford Escort de Timo Mäkinen, Ari Vatanen et Roger Clark et la Lancia de Björn Waldegård, alors que la Toyota d'Ove Andersson et l'Opel d'Anders Kulläng inaugurent la liste des abandons à cause de problèmes mécaniques. Les tronçons forestiers sont le domaine de prédilection de Clark, qui met à profit sa parfaite connaissance du terrain pour s'emparer du commandement de la course. Waldegård, retardé par une sortie de route dans la troisième spéciale, entame une impressionnante remontée, qui le ramène bientôt de la treizième à la quatrième place, derrière Clark, Mäkinen et Blomqvist. Le verglas, présent dans la spéciale d'Oliver's Mount, va cependant éclaircir les rangs : de nombreux pilotes se font piéger, dont Clark, Blomqvist et Waldegård qui endommagent leurs voitures mais peuvent néanmoins continuer. Les tronçons suivants sont également verglacés, Waldegård va y laisser son capot arrière, ce qui ne l'empêche pas de se rapprocher de Clark, qui commence à connaître des problèmes de freins. Malgré une transmission endommagée lors d'une nouvelle 'touchette' dans le neuvième secteur chronométré, le pilote suédois rejoint York en tête, avec 26 secondes d'avance sur Mäkinen et plus d'une minute sur Blomqvist, alors que Clark a chuté à la cinquième place derrière Vatanen. Victimes d'ennuis mécaniques, Per Eklund (Saab) et Hannu Mikkola (Toyota) n'ont pu boucler cette première étape.
| Pos. | Pilote           | Copilote         | Voiture            | Groupe | Temps           | Écart        |
| ---- | ---------------- | ---------------- | ------------------ | ------ | --------------- | ------------ |
| 1    | Björn Waldegård  | Hans Thorszelius | Lancia Stratos HF  | 4      | 57 min 02 s     |              |
| 2    | Timo Mäkinen     | Henry Liddon     | Ford Escort RS1800 | 2      | 57 min 28 s     | + 26 s       |
| 3    | Stig Blomqvist   | Hans Sylvan      | Saab 96 V4         | 2      | 58 min 14 s     | + 1 min 12 s |
| 4    | Ari Vatanen      | Peter Bryant     | Ford Escort RS1800 | 2      | 58 min 21 s     | + 1 min 19 s |
| 5    | Roger Clark      | Tony Mason       | Ford Escort RS1800 | 2      | 58 min 24 s     | + 1 min 22 s |
| 6    | Walter Röhrl     | Jochen Berger    | Opel Kadett GT/E   | 2      | 59 min 13 s     | + 2 min 11 s |
| 7    | Tony Pond        | David Richards   | Opel Kadett GT/E   | 2      | 59 min 24 s     | + 2 min 22 s |
| 8    | Nigel Rockey     | Derek Tucker     | Ford Escort RS1600 | 2      | 59 min 26 s     | + 2 min 24 s |
| 9    | Tony Fowkes      | Bryan Harris     | Ford Escort RS1600 | 2      | 59 min 41 s     | + 2 min 39 s |
| 10   | Ronnie McCartney | Tony McMahon     | Porsche Carrera    | 4      | 1 h 00 min 06 s | + 3 min 04 s |

### Deuxième étape
Les équipages rescapés repartent de York le dimanche matin, à partir de 6 h 30. Cette seconde boucle est la plus longue, parcourant le sud de l'Angleterre et le pays de Galles, le retour à York étant prévu le lundi soir. Le parcours anglais emprunte des chemins défoncés et se montre particulièrement cassant. Vatanen effectue une violente sortie de route et doit renoncer. Waldegård perd toute chance de bien figurer à cause de la rupture d'un demi-arbre. Il parvient à repartir après plus d'une heure de réparation, pointant hors-délai à un contrôle horaire. Dans l'attente des feuilles de pointage officielles, les organisateurs l'autorisent toutefois à continuer sa course, mais le pilote Lancia plonge dans les profondeurs du classement, aux environs de la 140e place ! Mäkinen prend la tête de la course, devant Blomqvist qui malgré un tonneau lui ayant fait perdre 25 secondes se montre toujours menaçant. Walter Röhrl (Opel) se montre très performant et remonte bientôt en troisième position, devant Clark qui a connu des soucis de transmission en début d'étape, mais qui est parvenu à faire remplacer son pont arrière dans les délais et conserve ses chances de bien figurer. Waldegård se montre nettement le plus rapide dans les spéciales galloises, regagnant de nombreuses places au classement, mais ce baroud d'honneur ne peut inquiéter les hommes de tête. Mäkinen gère son avance sur la Saab de Blomqvist, tandis que Röhrl perd le bénéfice de sa belle course lorsqu'une vitesse saute en plein virage : il percute un mur, parvient à repartir grâce à l'aide de son coéquipier Tony Pond mais abandonne presque aussitôt, transmission hors d'usage.

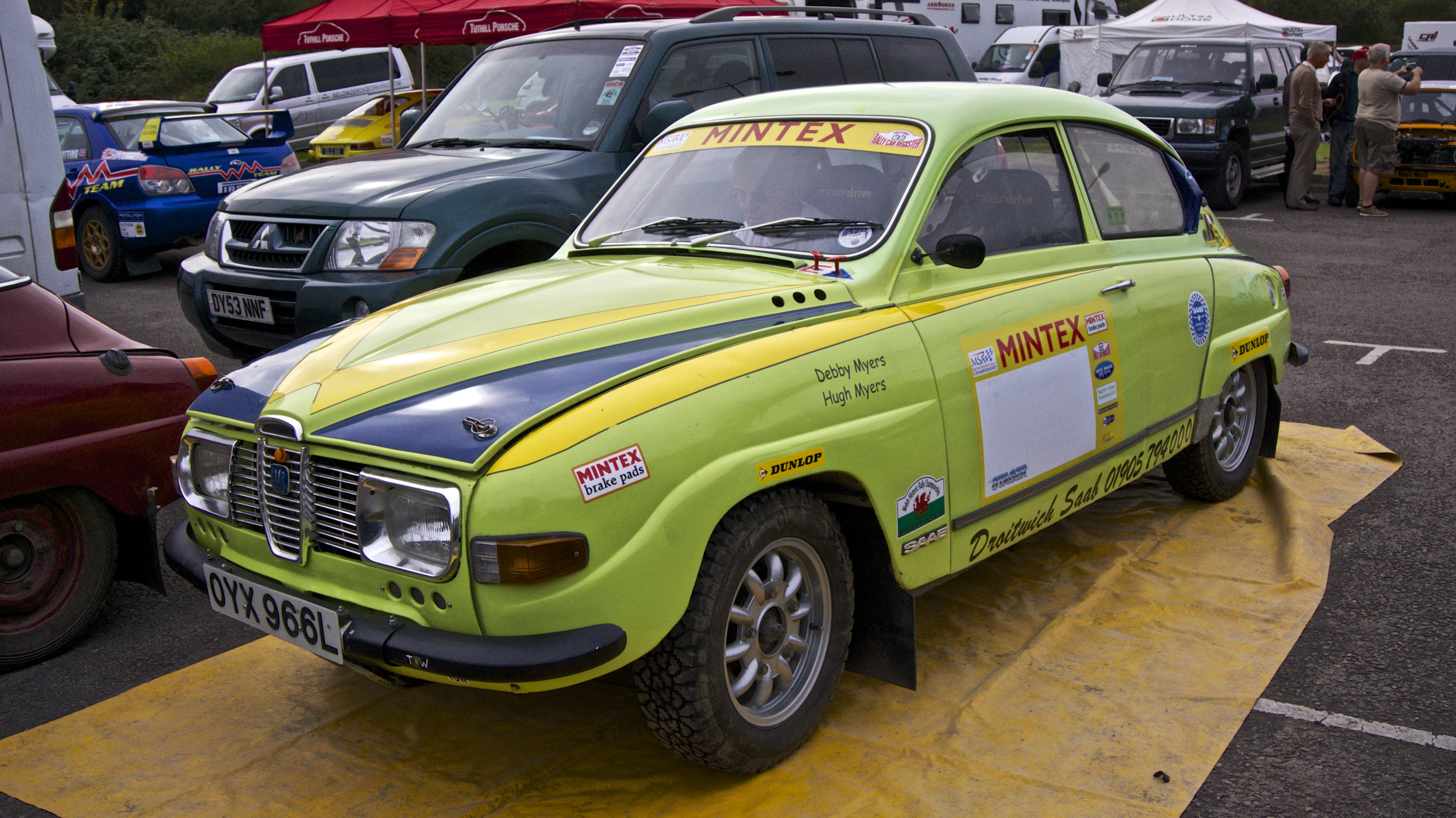
Une Saab 96 V4 identique à celle de Blomqvist/Sylvan. Second à l'issue de la deuxième étape, l'équipage suédois est le seul à pouvoir encore inquiéter les Ford.

Clark est revenu en troisième position, devant son coéquipier Russell Brookes, bien remonté. Retardé dans la première étape, Sandro Munari (Lancia) effectue également une belle remontée qui l'amène en cinquième position, mais une sortie de route dans la spéciale de Dyfi met un terme à sa prestation. Mäkinen rejoint York avec plus d'une minute d'avance sur Blomqvist, au terme d'une étape difficile qui a entraîné de nombreux abandons. Quant à Waldegård, qui a enchaîné les meilleurs temps, il est remonté en 25e position, ayant regagné plus de 100 places !
| Pos. | Pilote          | Copilote     | Voiture            | Groupe | Écart        |
| ---- | --------------- | ------------ | ------------------ | ------ | ------------ |
| 1    | Timo Mäkinen    | Henry Liddon | Ford Escort RS1800 | 2      |              |
| 2    | Stig Blomqvist  | Hans Sylvan  | Saab 96 V4         | 2      | + 1 min 22 s |
| 3    | Roger Clark     | Tony Mason   | Ford Escort RS1800 | 2      | + 2 min 31 s |
| 4    | Russell Brookes | John Brown   | Ford Escort RS1800 | 2      |              |

### Troisième étape
La dernière étape parcourt la région des lacs, au nord de l'Angleterre, et une partie de l'Écosse. Les rescapés repartent de York le mardi matin à partir de 9 heures, le retour à York étant prévu 24 heures plus tard. Fort de son avance sur Blomqvist et Clark, Mäkinen semble en mesure de contrôler la course, mais une double crevaison dans la seconde spéciale du jour permet à Blomqvist de revenir à moins d'une minute au classement général. Les espoirs du pilotes suédois sont toutefois de courte durée, une rupture d'arbre à cames mettant un terme à la progression de la Saab. Plus rien ne peut entraver la marche triomphale des Ford, Mäkinen devançant désormais ses coéquipiers Clark et Brookes, la quatrième place étant détenue par l'Escort privée de Fowkes. Grâce à l'utilisation de pneus de rallycross, Clark parvient à réduire son retard sur Mäkinen, mais ne peut empêcher le pilote finlandais de remporter sa troisième victoire consécutive au RAC. Fowkes, troisième, assure le triplé Ford, devançant l'Opel Kadett de Tony Pond. Ayant une nouvelle fois remporté la majorité des épreuves spéciales, Waldegård a réussi l'exploit de remonter en septième position, mais la confirmation d'un pointage hors-délai dans la deuxième étape entraîne sa disqualification. Seuls 104 équipages sont parvenus à rallier l'arrivée, soit moins de la moitié des inscrits.

### Classement général

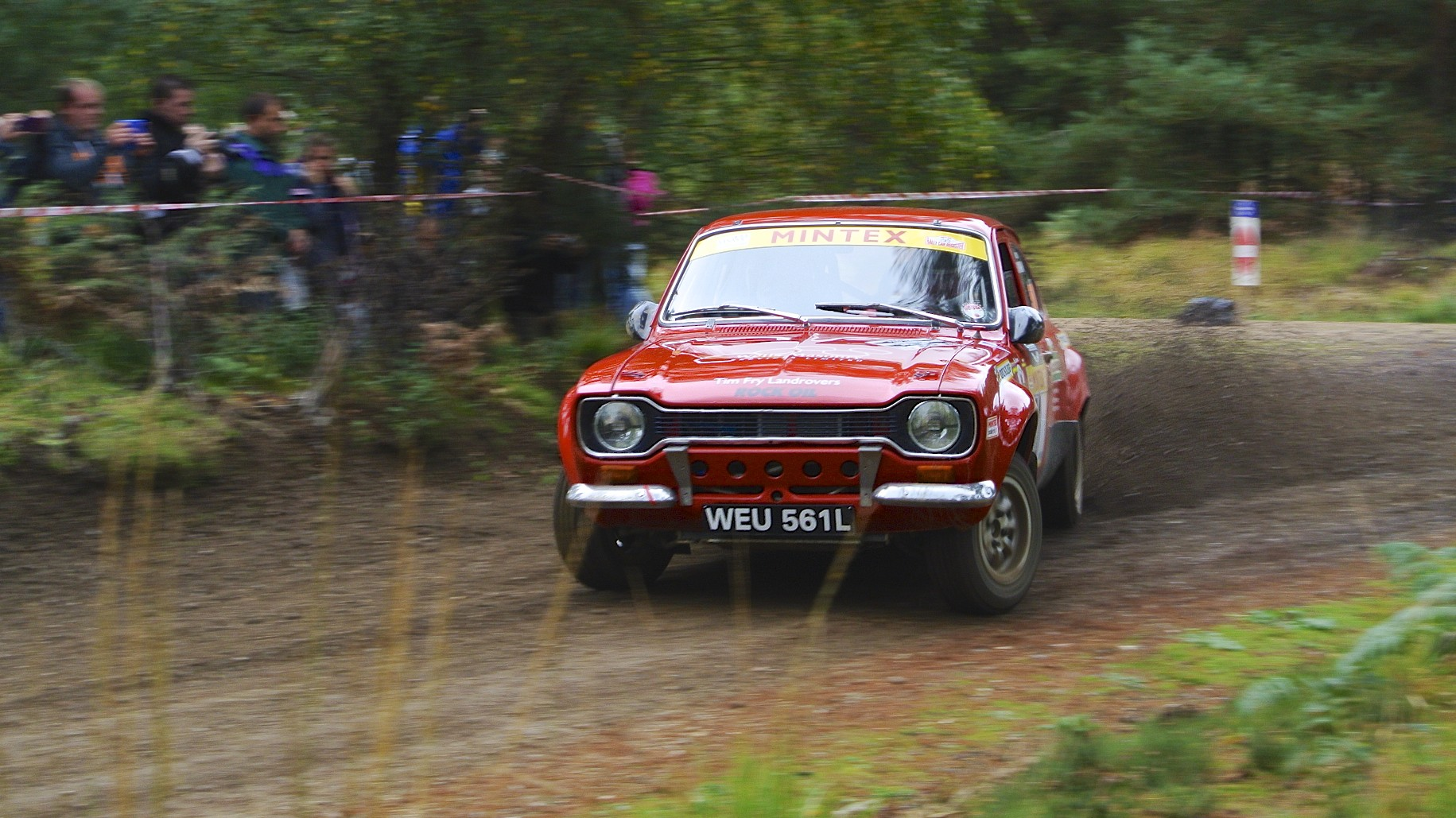
Derrière les deux Escort RS1800 officielles, c'est une ancienne RS1600 privée qui grâce à Fowkes permet à Ford de réaliser le triplé.

| Pos | No | Pilote          | Copilote            | Voiture                | Temps           | Écart         | Groupe |
| --- | -- | --------------- | ------------------- | ---------------------- | --------------- | ------------- | ------ |
| 1   | 1  | Timo Mäkinen    | Henry Liddon        | Ford Escort RS1800     | 6 h 00 min 44 s |               | 2      |
| 2   | 6  | Roger Clark     | Tony Mason          | Ford Escort RS1800     | 6 h 01 min 57 s | + 1 min 13 s  | 2      |
| 3   | 40 | Tony Fowkes     | Bryan Harris        | Ford Escort RS1600     | 6 h 06 min 11 s | + 5 min 27 s  | 2      |
| 4   | 23 | Tony Pond       | David Richards      | Opel Kadett GT/E       | 6 h 12 min 26 s | + 11 min 42 s | 2      |
| 5   | 24 | Erik Aaby       | Per-Odvar Nyborg    | Ford Escort RS1600     | 6 h 14 min 14 s | + 13 min 30 s | 2      |
| 6   | 18 | Billy Coleman   | Dan O'Sullivan      | Ford Escort RS1800     | 6 h 16 min 38 s | + 15 min 54 s | 2      |
| 7   | 43 | Bengt Nilsson   | Lars-Erik Carlström | Opel Ascona            | 6 h 17 min 53 s | + 17 min 09 s | 2      |
| 8   | 11 | Maurizio Verini | Francesco Rossetti  | Fiat 124 Abarth Spider | 6 h 17 min 59 s | + 17 min 15 s | 4      |
| 9   | 25 | Will Sparrow    | Ron Crellin         | Vauxhall Magnum coupé  | 6 h 18 min 04 s | + 17 min 20 s | 2      |
| 10  | 12 | Simo Lampinen   | Silvio Maiga        | Lancia Beta Coupé      | 6 h 18 min 59 s | + 18 min 15 s | 4      |

### Hommes de tête
- Stig Blomqvist -  Hans Sylvan (Saab 96 V4) : au début de la première étape
- Roger Clark -  Tony Mason (Ford Escort RS1800) : au cours de la première étape
- Björn Waldegård -  Hans Thorszelius (Lancia Stratos HF) : jusqu'au début de la deuxième étape
- Timo Mäkinen -  Henry Liddon (Ford Escort RS1800) : jusqu'à la fin de la troisième étape

### Vainqueurs d'épreuves spéciales
- Björn Waldegård -  Hans Thorszelius (Lancia Stratos HF) : 44 spéciales (ES 5, 6, 8, 9, 11, 12, 15, 17, 19, 22, 24, 26 à 31, 34, 36 à 38, 40 à 42, 44 à 47, 49 à 52, 55, 57 à 61, 63, 65 à 69)
- Stig Blomqvist -  Hans Sylvan (Saab 96 V4) : 8 spéciales (ES 1, 2 10, 15, 19, 21 à 23)
- Roger Clark -  Tony Mason (Ford Escort RS1800) : 5 spéciales (ES 3, 4, 43, 53, 56)
- Russell Brookes -  John Brown (Ford Escort RS1800) : 4 spéciales (ES 16, 39, 54, 55)
- Tony Fowkes -  Bryan Harris (Ford Escort RS1600) : 3 spéciales (ES 18, 32, 64)
- Ari Vatanen -  Peter Bryant (Ford Escort RS1800) : 2 spéciales (ES 13, 14)
- Timo Mäkinen -  Henry Liddon (Ford Escort RS1800) : 2 spéciales (ES 62, 71)
- Tony Drummond -  Ron Channon (Ford Escort RS1600) : 2 spéciales (ES 70, 72)
- Sandro Munari -  Mario Mannucci (Lancia Stratos HF) : 1 spéciale (ES 8)
- Maurizio Verini -  Francesco Rossetti (Fiat 124 Abarth Spider) : 1 spéciale (ES 20)
- Chris Slater -  Martin Holmes (Toyota Corolla 1600) : 1 spéciale (ES 33)
- Simo Lampinen -  Silvio Maiga (Lancia Beta Coupé) : 1 spéciale (ES 35)
- George Hill -  Phil Short (Vauxhall Magnum coupé) : 1 spéciale (ES 48)

## Résultats des principaux engagés
| No | Pilote               | Copilote              | Voiture                 | Groupe | Classement général                       | Class. groupe |
| -- | -------------------- | --------------------- | ----------------------- | ------ | ---------------------------------------- | ------------- |
| 1  | Timo Mäkinen         | Henry Liddon          | Ford Escort RS1800      | 2      | 1er                                      | 1er           |
| 2  | Björn Waldegård      | Hans Thorszelius      | Lancia Stratos HF       | 4      | exclu à l'arrivée (hors-délai)           | -             |
| 3  | Stig Blomqvist       | Hans Sylvan           | Saab 96 V4              | 2      | ab. dans 50e spéciale (moteur)           | -             |
| 4  | Walter Röhrl         | Jochen Berger         | Opel Kadett GT/E        | 2      | ab. dans 2e étape (transmission)         | -             |
| 5  | Ove Andersson        | Arne Hertz            | Toyota Celica           | 2      | ab. dans 1re spéciale (moteur)           | -             |
| 6  | Roger Clark          | Tony Mason            | Ford Escort RS1800      | 2      | 2e à 1 min 13 s                          | 2e            |
| 7  | Markku Alén          | Ilkka Kivimäki        | Fiat 124 Abarth Spider  | 4      | ab. dans 2e étape (moteur)               | -             |
| 8  | Sandro Munari        | Mario Mannucci        | Lancia Stratos HF       | 4      | ab. dans 37e spéciale (accident)         | -             |
| 9  | Per Eklund           | Björn Cederberg       | Saab 96 V4              | 2      | ab. dans 1re étape (moteur)              | -             |
| 10 | Hannu Mikkola        | Jean Todt             | Toyota Celica           | 2      | ab. dans 14e spéciale (distributeur)     | -             |
| 11 | Maurizio Verini      | Francesco Rossetti    | Fiat 124 Abarth Spider  | 4      | 8e à 17 min 15 s                         | 1er           |
| 12 | Simo Lampinen        | Silvio Maiga          | Lancia Beta Coupé       | 4      | 10e à 18 min 15 s                        | 2e            |
| 13 | Rauno Aaltonen       | Claes Billstam        | Opel Kadett GT/E        | 2      | ab. dans 5e spéciale (boîte de vitesses) | -             |
| 14 | Ari Vatanen          | Peter Bryant          | Ford Escort RS1800      | 2      | ab. dans 2e étape (accident)             | -             |
| 15 | Harry Källström      | Michael Stedt         | Datsun Violet 160J      | 2      | 11e à 19 min 27 s                        | 9e            |
| 16 | Per-Inge Walfridsson | John Jensen           | Lancia Stratos HF       | 4      | ab. (exclu)                              | -             |
| 17 | Anders Kulläng       | Claes-Göran Andersson | Opel Kadett GT/E        | 2      | ab. dans 1re étape (piston)              | -             |
| 18 | Billy Coleman        | Dan O'Sullivan        | Ford Escort RS1800      | 2      | 6e à 15 min 54 s                         | 6e            |
| 19 | Pentti Airikkala     | John Davenport        | Vauxhall Magnum coupé   | 2      | 20e à 35 min 28 s                        | 14e           |
| 20 | Chris Slater         | Martin Holmes         | Toyota Corolla 1600     | 2      | 23e à 40 min 11 s                        | 16e           |
| 21 | Russell Brookes      | John Brown            | Ford Escort RS1800      | 2      | ab. dans 3e étape (accident)             | -             |
| 22 | Mauro Pregliasco     | Piero Sodano          | Lancia Beta Coupé       | 4      | forfait                                  | -             |
| 23 | Tony Pond            | David Richards        | Opel Kadett GT/E        | 2      | 4e à 11 min 42 s                         | 4e            |
| 24 | Erik Aaby            | Per-Odvar Nyborg      | Ford Escort RS1600      | 2      | 5e à 13 min 30 s                         | 5e            |
| 25 | Will Sparrow         | Ron Crellin           | Vauxhall Magnum coupé   | 2      | 9e à 17 min 20 s                         | 8e            |
| 27 | Markku Saaristo      | Francis Colin         | Škoda 120 S             | 2      | ab. dans 3e étape (perte d'une roue)     | -             |
| 28 | Brian Culcheth       | Johnstone Syer        | Triumph Dolomite Sprint | 1      | 16e à 29 min 59 s                        | 1er           |
| 30 | Kyösti Hämäläinen    | Urpo Vihervaara       | Chrysler Avenger        | 1      | 36e à 54 min 45 s                        | 8e            |
| 31 | Ronnie McCartney     | Tony McMahon          | Porsche Carrera         | 4      | 13e à 21 min 27 s                        | 4e            |
| 33 | Nigel Rockey         | Derek Tucker          | Ford Escort RS1600      | 2      | ab. dans 3e étape (arbre de roue)        | -             |
| 35 | Andrew Cowan         | Hamisch Cardno        | Mitsubishi Colt Lancer  | 2      | 28e à 45 min 44 s                        | 19e           |
| 36 | John Haugland        | Fred Gallagher        | Škoda 130 S             | 2      | 15e à 27 min 23 s                        | 11e           |
| 37 | Georg Fischer        | Harald Gottlieb       | Opel Ascona             | 2      | ab.                                      | -             |
| 38 | Bror Danielsson      | Bo Sundberg           | Opel Ascona             | 2      | ab. dans 1re étape (rupture de pont)     | -             |
| 39 | John Taylor          | Mike Broad            | Ford Escort RS1800      | 2      | ab. dans 1re étape (joint de culasse)    | -             |
| 40 | Tony Fowkes          | Bryan Harris          | Ford Escort RS1600      | 2      | 3e à 5 min 27 s                          | 3e            |
| 43 | Bengt Nilsson        | Lars-Erik Carlström   | Opel Ascona             | 2      | 7e à 17 min 09 s                         | 7e            |
| 48 | Andy Dawson          | Kevin Gormley         | Datsun Violet           | 2      | 12e à 21 min 18 s                        | 10e           |
| 49 | George Hill          | Phil Short            | Vauxhall Magnum coupé   | 2      | ab. dans 3e étape                        | -             |
| 51 | Tony Drummond        | Ron Channon           | Ford Escort RS1600      | 2      | 22e à 38 min 57 s                        | 15e           |

## Classement final du championnat du monde
- attribution des points : 20, 15, 12, 10, 8, 6, 4, 3, 2, 1 respectivement aux dix premières marques de chaque épreuve (sans cumul, seule la voiture la mieux classée de chaque constructeur marque des points)
- seuls les sept meilleurs résultats (sur dix épreuves) sont retenus pour le décompte final des points.
- le rallye de Rideau Lakes, qui devait se dérouler du 15 au 19 octobre[5], a été annulé.

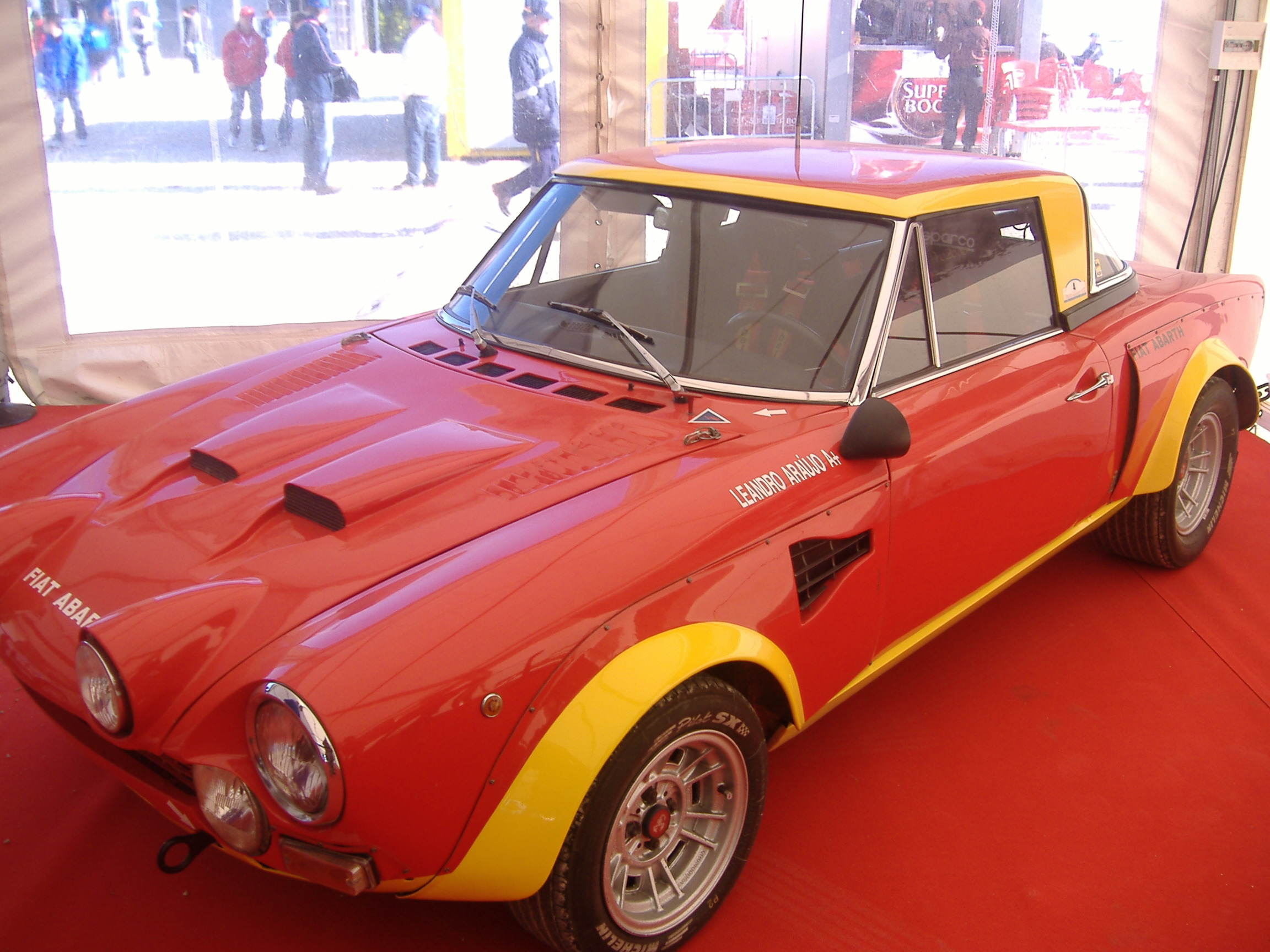
La huitième place obtenue au RAC permet à Fiat de terminer à la seconde place du championnat.

| Pos. | Marque         | Points | M-C | SUE | SAF | ACR | MAR | POR | FIN | SAN | COR | RAC |
| ---- | -------------- | ------ | --- | --- | --- | --- | --- | --- | --- | --- | --- | --- |
| 1    | Lancia         | 96     | 20  | 20  | 15  | -   | -   | -   | -   | 20  | 20  | 1   |
| 2    | Fiat           | 61     | 15  | 8   | -   | -   | -   | 20  | -   | 15  | -   | 3   |
| 3    | Alpine-Renault | 60     | 6   | -   | -   | 15  | 12  | -   | -   | 12  | 15  | -   |
| 4    | Opel           | 58     | -   | 3   | -   | 20  | -   | 10  | 8   | 6   | 1   | 10  |
| 5    | Peugeot        | 40     | -   | -   | 20  | -   | 20  | -   | -   | -   | -   | -   |
| 6    | Ford           | 35     | -   | 1   | -   | -   | -   | 2   | 12  | -   | -   | 20  |
| 7    | Toyota         | 32     | -   | -   | -   | -   | -   | 12  | 20  | -   | -   | -   |
| 8    | Saab           | 30     | -   | 15  | -   | -   | -   | -   | 15  | -   | -   | -   |
| 9    | Datsun         | 26     | -   | -   | 6   | -   | 6   | 8   | 6   | -   | -   | -   |
| 10   | Alfa Romeo     | 23     | 3   | -   | -   | 4   | -   | -   | -   | 4   | 12  | -   |
| 11   | Mitsubishi     | 22     | -   | -   | 10  | 12  | -   | -   | -   | -   | -   | -   |
| 12   | Citroën        | 13     | -   | -   | -   | -   | 10  | 3   | -   | -   | -   | -   |
| 13   | Porsche        | 12     | 4   | -   | -   | -   | -   | -   | -   | 8   | -   | -   |
| 14   | Volvo          | 9      | -   | 2   | -   | 6   | 1   | -   | -   | -   | -   | -   |
| 15   | Renault        | 8      | 8   | -   | -   | -   | -   | -   | -   | -   | -   | -   |
| 15=  | Audi           | 8      | -   | -   | -   | 8   | -   | -   | -   | -   | -   | -   |
| 17   | Škoda          | 4      | -   | 4   | -   | -   | -   | -   | -   | -   | -   | -   |
| 18   | Chrysler       | 2      | -   | -   | -   | -   | -   | -   | 2   | -   | -   | -   |
| 18=  | Vauxhall       | 2      | -   | -   | -   | -   | -   | -   | -   | -   | -   | 2   |
| 20   | BMW            | 1      | 1   | -   | -   | -   | -   | -   | -   | -   | -   | -   |
| 20=  | Lada           | 1      | -   | -   | -   | 1   | -   | -   | -   | -   | -   | -   |